# 完顔允恭
完顔 允恭（かんがん いんきょう、皇統6年（1146年）- 大定25年6月9日（1185年7月7日））は、金の皇族。第5代皇帝の世宗の次男で嫡長子。女真名は胡土瓦（クトゥハ）。第6代皇帝の章宗麻達葛と第8代皇帝の宣宗吾睹補の父。同母弟は趙王孰輦・越王斜魯。庶長兄は鎬王実魯剌（允中）。異母弟は第7代皇帝の衛紹王允済（永済）。

## 生涯
威風凛々とした風貌を持ち、寛大な人柄だったという。おそらく亡き生母の烏林荅皇后の生き写しのように似ていたのであろう。異母兄の允中に対しても、その礼を失しないように穏やかに対応したという。
幼少時から父に溺愛され、世宗即位直後の大定元年（1161年）に楚王に封じられ、翌大定2年（1162年）に皇太子に定められる。允恭は父と同様に漢人を要職に就けて政務を論じあったという。
大定24年（1184年）に父が上京に巡行した時、監国として都の中都（北京）の留守を命じられると、質素な礼節を奨励して優れた政策を残したが、翌大定25年（1185年）に病死した。太子に先立たれた世宗は、涙を流して慟哭したという。その後、亡き太子の次男で嫡子の麻達葛（後の章宗）を皇太孫に立てた。
大定29年（1189年）、世宗が68歳で逝去して章宗が即位すると、亡き父に顕宗の廟号と宣孝太子および体道弘仁英文睿徳光孝皇帝の諡号を贈った。その亡骸は裕陵に厚葬された。

## 宗室

### 妻妾
- 正室：孝懿皇后 徒単氏
- 側室：劉氏（昭聖皇后）、田氏、劉氏、王氏

### 子女
- 宣宗 吾睹補（珣・従嘉）
- 章宗 麻達葛（璟）
- 鄆王 承慶（琮）
- 瀛王 桓篤（瓌）
- 霍王 阿憐（瓚・従彝）
- 瀛王 吾里不（琦・従憲）
- 温王 謀良虎（玠）